# Cervelliere

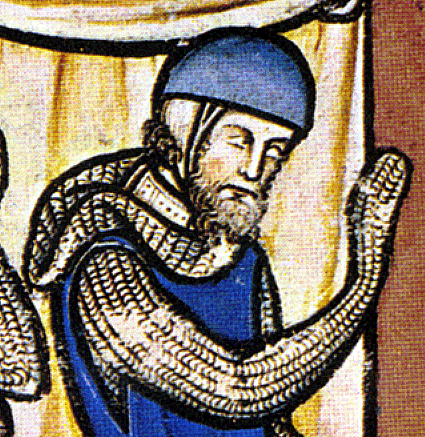
Cervelliere c. 1240–50. Biblia Morgan.

Cervelliere o cervellera (cervellière, cervelliera; en latín: cervellerium, cerebrarium, cerebrerium, cerebotarium) es un yelmo hemisférico y ajustado de acero o hierro. Fue usado como casco durante el periodo medieval.

## Historia
Fue introducido por primera vez a finales del siglo XII y fue la protección principal de la cabeza de los cruzados en esa época. Se usaba solo o, más frecuentemente, por encima o por debajo de una cofia de cota de malla. También podía llevarse por debajo del gran yelmo, lo que devendría una práctica habitual hacia el siglo XIII.[cita requerida]
Con el tiempo, la parte superior se hizo más puntiaguda y se alargó la parte posterior del cráneo para cubrir el cuello, por lo tanto este yelmo evolucionó hasta el bacinete. Los cerveillieres fueron usados durante todo el período medieval, e incluso durante el Renacimiento.  Baratos y fáciles de producir, fueron muy utilizados por los plebeyos y los soldados no profesionales que no podían permitirse una protección más elaborada. 
Pese a que la literatura medieval contemporánea da crédito de la invención del cervellière al astrólogo Miguel Escoto hacia 1233, la mayoría de los historiadores no lo considera verídico. El Chronicon Nonantulanum recoge que el astrólogo ideó este casco de hierro poco antes de su muerte, que él mismo había predicho y que ocurrió cuando una piedra de dos onzas cayó sobre su cabeza protegida.